# Девушка в газетных заголовках
«Девушка в газетных заголовках» (англ. Girl in the Headlines) — Детективная мистика британского режиссёра Майкла Трумэна, снятая в 1963 году.

## Сюжет
Старший инспектор Брикетт (Иан Хендри) и сержант Сондерс (Рональд Фрейзер) расследуют убийство юной очаровательной фотомодели. Сначала сыщикам кажется, что поводом для убийства послужил банальный грабеж. Но, раскручивая дело, они с удивлением обнаруживают, что убитая вела весьма бурный образ жизни и кое какие ниточки в этом преступлении ведут к торговцам наркотиками.

## В ролях
| Актёр                 | Роль                                               |
| --------------------- | -------------------------------------------------- |
| Иан Хендри            | инспектор Брикетт                                  |
| Рональд Фрейзер       | сержант Сондерс                                    |
| Маргарет Джонстон     | Миссис Грэй                                        |
| Наташа Пэрри          | Перлита Баркер                                     |
| Джереми Бретт         | Джордан Баркер                                     |
| Кирон Мур             | Хертер                                             |
| Питер Арни            | Хэммонд Баркер                                     |
| Джейн Эшер            | Линди Биркетт                                      |
| Розали Кратчли        | Мауди Клейн                                        |
| Роберт Харрис         | Уильям Ламотт                                      |
| Дункан Макрей         | Барни                                              |
| Зина Уолкер           | Милдрид Биркетт                                    |
| Джеймс Вильерс        | Дэвид Дэйн                                         |
| Алан Уайт             | инспектор Блэкуэлл                                 |
| Мартин Бодди          | инспектор                                          |
| Мари Бёрк             | мадам Лаваль                                       |
| Патрик Холт           | Уолбрук                                            |
| Дуглас Мейр           | эксперт по отпечаткам пальцев (в титрах не указан) |
| Гриффит Дэвис         | мальчик по имени Тэдди                             |
| Габриэль Брён         | секретарь мадам Лаваль                             |
| Питер Эллиотт         | официант                                           |
| Теренс Брук           | Детектив, сержант Картер                           |
| Джон Форбс-Робертсон  | швейцар                                            |
| Хью Лэтимер           | человек в клубе                                    |
| Аманда Боуман         | администратор                                      |
| Питер Форбс-Робертсон | полицейский доктор                                 |
| Норман Чаппелл        | полицейский фотограф                               |
| Фрэнк Хоккинс         | эксперт по баллистике (в титрах не указан)         |
| Габриэль Брён         | секретарь мадам Лаваль                             |
| Питер Эллиотт         | официант                                           |